# Marguerite Pindling
Dama Marguerite Pindling (26 de junho de 1932) foi uma política e a 9° governadora-geral das Bahamas.
Marguerite é a esposa do falecido Sir Lynden Pindling, o primeira pessoa a ocupar o cargo de primeiro-ministro das Bahamas. Ela é a segunda governadora-geral das Bahamas depois de Dame Ivy Dumont.